# Evilized (Impious)
Evilized è il primo album in studio del gruppo musicale death metal Impious, pubblicato nel 1998 dalla Black Sun Records.

## Tracce
1. Dying I Live – 3:22
2. Don't Kiss My Grave – 5:10
3. Born to Suffer – 3:53
4. Haven (A Leap in the Dark) – 4:54
5. Facing the Nails – 5:05
6. Anthem for the Afflicted – 4:38
7. The Failed Paradise – 3:57
8. Painted Soul – 4:22
9. Extreme Pestilence – 3:32
10. Inside – 6:21
11. Evilization – 5:13

## Formazione
- Martin Åkesson - voce, chitarra
- Valle Adžić - chitarra
- Robin Sörqvist - basso
- Ulf Johansson - batteria